# Paris–Roubaix 1914

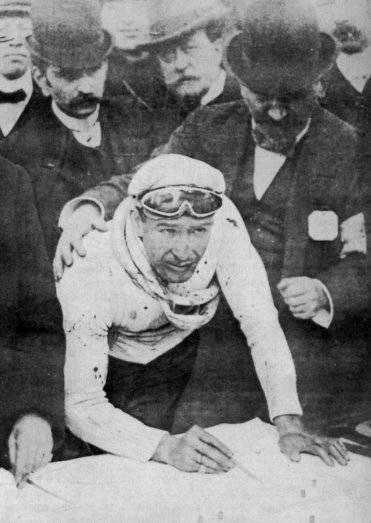
Charles Crupelandt

Das Eintagesrennen Paris–Roubaix 1914 war die 19. Austragung des Radsportklassikers und fand am Sonntag, den 12. April 1914, statt.
Das Rennen führte bei schönem Wetter von Suresnes über 274 Kilometer.  153 Rennfahrer starteten, von denen sich 79 platzieren konnten, aber nur von den sieben ersten, die gemeinsam das Vélodrome roubaisien erreichten, ist die Zeit bekannt. Der Sieger Charles Crupelandt absolvierte das Rennen mit einer Durchschnittsgeschwindigkeit von 30,30 km/h.
Bei dieser Austragung dauerte es lange, bis das Peloton auseinanderfiel. In Arras, nach rund 210 Kilometern, waren noch 50 Fahrer zusammen, und zehn Kilometer vor dem Ziel waren weiterhin 21 Fahrer vorne. Sieben davon bogen gemeinsam in die Radrennbahn ein, wo Lokalmatador Crupelandt das Rennen Paris-Roubaix zum zweiten Mal nach 1912 gewann.
Mit Oscar Egg platzierte sich der erste Schweizer in der Geschichte des Rennens unter den ersten zehn.